# Eunicea calyculata
Eunicea calyculata är en korallart som först beskrevs av Ellis och Daniel Solander 1786.  Eunicea calyculata ingår i släktet Eunicea och familjen Plexauridae. Inga underarter finns listade i Catalogue of Life.